# واکنش کاربیل‌آمین
واکنش کاربیل‌آمین(به انگلیسی: Carbylamine reaction) (همچنین با عنوان سنتز ایزوسیانید هافمن نیز شناخته می‌شود) سنتز یک ایزوسیانید با واکنش یک آمین نوع اول، کلروفرم و باز است. در طی این تبدیل واسطه دیکلروکربن تولید می‌شود .
Me3CNH2 + CHCl3 + 3 NaOH → Me3CNC + 3 NaCl + 3 H2O

## آزمون آمین‌های نوع اول
از آنجایی که این واکنش فقط برای آمین‌های اولیه مؤثر است، می‌توان از واکنش کاربیل‌آمین  به عنوان یک آزمایش شیمیایی برای وجود آن‌ها استفاده کرد.